# Antanas Merkys

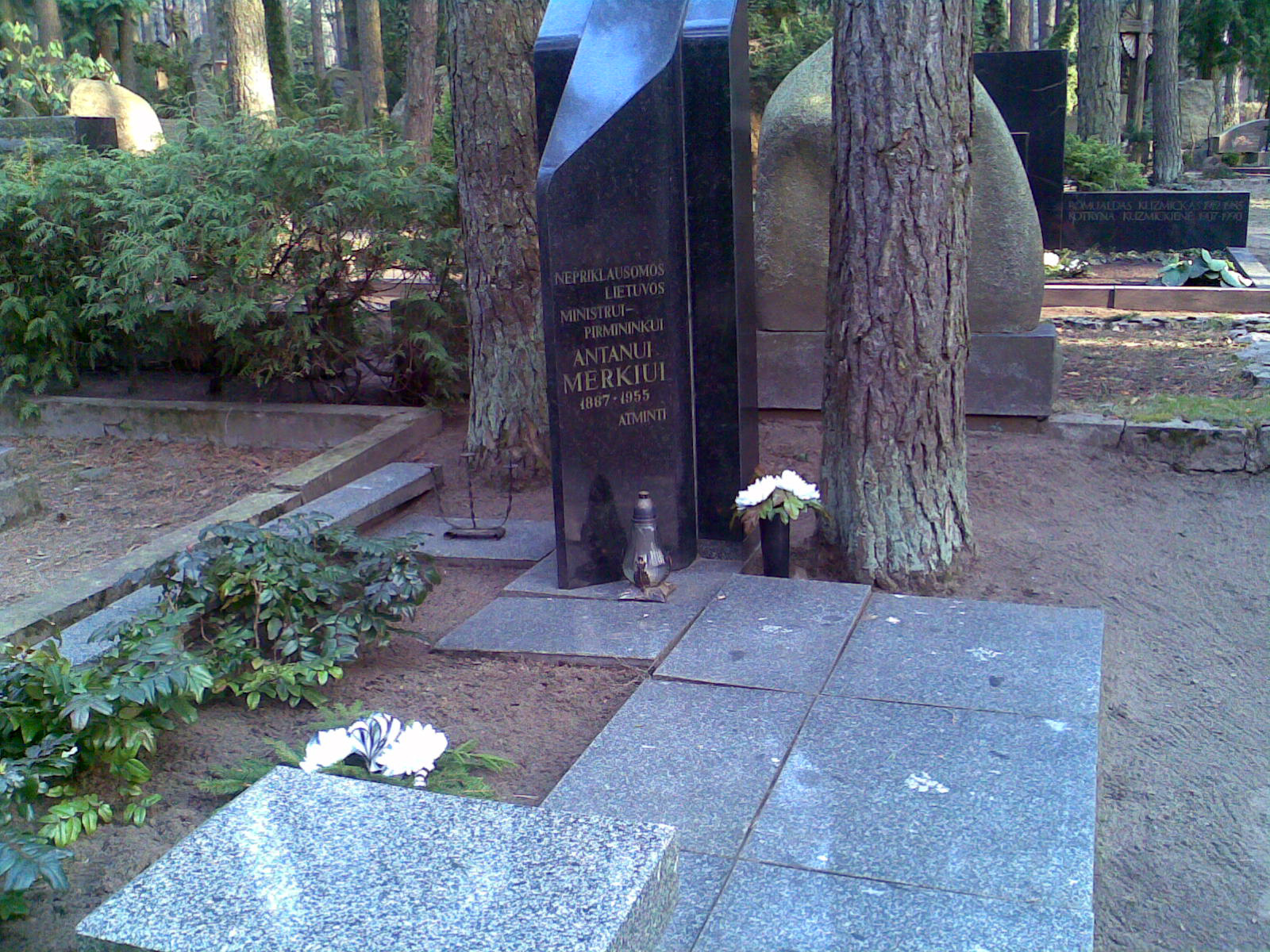
Grób Merkysa na cmentarzu Pietraszuńskim w Kownie

Antanas Merkys (ur. 1 lutego 1887 w Bajorach koło Kupiszek, zm. 5 marca 1955 koło Włodzimierza nad Klaźmą) – litewski polityk okresu międzywojennego, wieloletni gubernator Kłajpedy i mer Kowna, w latach 1939–1940 premier, a po wyjeździe prezydenta Smetony w 1940 przez krótki okres głowa państwa litewskiego.

## Życiorys
W młodości kształcił się w ryskim gimnazjum, po czym studiował prawo na uniwersytecie w Dorpacie. Studia dokończył eksternistycznie na Uniwersytecie Kijowskim.
W czasie I wojny światowej służył w armii rosyjskiej na froncie rumuńskim, zawiadywał też koleją w Kownie, Koszedarach i Kiejdanach. Po uzyskaniu przez Litwę niepodległości w 1918 zajął się tworzeniem armii nowo powstałego państwa. Od marca do sierpnia 1919 sprawował funkcję ministra obrony.
W 1922  zerwał z wojskiem i poświęcił się karierze prawniczej.
Po aneksji Kłajpedy przez Litwę w 1923 blisko współpracował z rządowym komisarzem ds. Kłajpedy Antanasem Smetoną.
Po zamachu stanu 17 grudnia 1926 prezydent mianował go ponownie ministrem obrony, a w 1927  powołał na komisarza rządowego w Kłajpedzie, które to stanowisko Merkys piastował przez pięć lat. W 1932  usunięty z funkcji w wyniku konfliktu z lokalną społecznością niemiecką, ponownie zarabiał na życie jako prawnik.
W 1933 mianowano go burmistrzem Kowna, którym pozostał do 1939, stojąc jednocześnie na czele Związku Miast Litwy. Jako rzutki głowa miasta cieszył się dużą popularnością wśród Litwinów.
W wyborach do Sejmu IV kadencji w 1936 roku został posłem z okręgu Kowno. Typowano go wówczas na marszałka Sejmu, jednak ostatecznie został nim Konstantinas Šakenis.
Po aneksji Wilna przez Litwę w październiku 1939 został przedstawicielem rządu litewskiego w mieście.
17 listopada 1939  prezydent Smetona powołał go na stanowisko szefa rządu, które piastował aż do początków okupacji radzieckiej w czerwcu 1940.
W decydujących dla Litwy dniach czerwca 1940 opowiedział się za przyjęciem ultimatum sowieckiego, nie wierząc w sens zbrojnego oporu Litwy wobec Armii Czerwonej. 16 czerwca 1940 po wyjeździe z kraju prezydenta Smetony przejął obowiązki prezydenta, następnego dnia zaakceptował kandydaturę komunisty Justasa Paleckisa na urząd premiera, tego samego dnia Merkys ustąpił ze stanowiska a Paleckis przejął obowiązki prezydenta Republiki. W miesiąc później próbował przez Łotwę wyjechać do Szwecji, został zatrzymany na lotnisku w Rydze i wraz z rodziną wywieziony przez NKWD do Saratowa. W 1941 został wraz z rodziną aresztowany i osadzony w więzieniu (izolatorze) we Włodzimierzu nad Klaźmą.
W 1954 wypuszczono go z więzienia, ale zakazano powrotu na sowiecką Litwę. Do końca życia mieszkał we Włodzimierzu, gdzie zmarł zimą 1955.